# Palaquium ravii
Palaquium ravii är en tvåhjärtbladig växtart som beskrevs av Sasidh. och Willem Willen Vink. Palaquium ravii ingår i släktet Palaquium och familjen Sapotaceae. IUCN kategoriserar arten globalt som starkt hotad. Inga underarter finns listade i Catalogue of Life.